# Linden (Nova Jérsia)
Linden é uma cidade localizada no estado americano de Nova Jérsia, no Condado de Union. A cidade foi fundada em 1647, e incorporada em 1921. Em 1980, a população da cidade foi estimada em 36 039 habitantes, e em 1990, em 37 049 habitantes.

## Demografia
Segundo o censo americano de 2000, a sua população era de 39.394 habitantes.
Em 2006, foi estimada uma população de 39.874, um aumento de 480 (1.2%).

## Geografia
De acordo com o United States Census Bureau tem uma área de
29,1 km², dos quais 28,0 km² cobertos por terra e 1,1 km² cobertos por água.

## Localidades na vizinhança
O diagrama seguinte representa as localidades num raio de 8 km ao redor de Linden.